# Great Scott! (альбом Ширлі Скотт, 1958)
Great Scott! — дебютний студійний альбом американської джазової органістки Ширлі Скотт, випущений у 1958 році лейблом Prestige Records.

## Опис
Дебютний альбом Ширлі Скотт в ролі лідера був записаний у складі тріо, до ритм-секції якого увійшли Джордж Дювів'є на контрабасі та Артур Еджгілл на ударних. Попри те, що вона вже зарекомендувала себе як органістка гурту Едді «Локджо» Девіса, Great Scott! став її першим внеском у популяризацію органу в джазі, який також використовувався в жанрах блюзі та соул. Тут Скотт поєднує балади, латиноамериканські мелодії («Brazil» і «Nothing Ever Changes My Love for You») та блюзові ритми (як у версії «All of You» Коула Портера). Альбом включає лише одну оригінальну композицію Скотт, «The Scott».

## Список композицій
1. «The Scott» (Ширлі Скотт) — 3:05
2. «All of You» (Коул Портер)  — 3:20
3. «Goodbye» (Гордон Дженкінс)  — 5:00
4. «Four» (Майлз Девіс)  — 3:53
5. «Nothing Ever Changes My Love for You» (Марвін Фішер, Джек Сігал)  — 4:36
6. «Trees» (Джойс Кілмер, Оскар Расбах)  — 6:57
7. «Cherokee» (Рей Ноубл)  — 5:19
8. «Brazil» (Арі Баррозу)  — 2:26

## Учасники запису
- Ширлі Скотт — орган
- Джордж Дювів'є — контрабас
- Артур Еджгілл — ударні

Технічний персонал
- Боб Вейнсток — продюсер
- Руді Ван Гелдер — інженер
- Есмонд Едвардс — обкладинка
- Айра Гітлер — текст